# Ettore Nicoletti

Ettore Nicoletti

Ettore Nicoletti (Cesena, 15 aprile 1974) è un attore italiano.

## Biografia
Riceve il diploma come attore nella scuola russa di Jurij Al'šic e da quella americana di Bob McAndrew. Nel 2009 ha fondato una scuola di improvvisazione teatrale (Theatro) a Cesena e Forlì, dove lavora come ricercatore teatrale. Ha collaborato con l'AKT-Zent di Berlino e l'EATC (Europen Association for Theatre Culture) per delle ricerche teatrali, tra Berlino e Parigi. Nel 2015 veste i panni di Arthur protagonista della miniserie Arthur prodotta dalla RSI. Sempre nel 2015 fonda il collettivo teatrale Gli eredi insieme al regista e attore Benoît Felix-Lombard.

## Filmografia

### Attore

#### Cinema
- Il cameriere, regia di Riccardo Zanobini (2007)
- In apnea, regia di Andrea Pedna (2010)
- Nobiluomo, regia di Cristiano Pinna (2010)
- Riprogrammazione neuronica, regista di Luca De Gaspari e Mario Olivieri (2011)
- The Gerber Syndrome: il contagio, regia di Maxi Dejoie (2011)
- La spirale, regia di Massimo Micucci (2011)
- Il rivoluzionario, regia di Denis Astolfi (2011)
- The World of Hemingway, regia di Beppe Recchia (2012)
- 11 settembre 1683, regia di Renzo Martinelli (2012)
- Vita da custode, regia di Tommaso Triolo (2014)
- Ritratto di un imprenditore di provincia, regia di Hermes Cavagnini (2014)
- P.O.E. Pieces of Eldritch, registi vari (2014)
- Beautiful People, regia di Amerigo Brini (2014)
- Monitor, regia di Alessio Lauria (2015)
- Made in Italy, regia di Luciano Ligabue (2018)
- La banda Grossi, regia di Claudio Ripalti  (2018)
- Busman's Holiday, regia di Austin Smithard (2020)
- 999 - L'altra anima del calcio, regia di Federico Rizzo (2020)
- Il caso Pantani - L'omicidio di un campione, regia di Domenico Ciolfi (2020)
- Papaya 69, regia di Riccardo Bernasconi e Francesca Reverdito (2021)
- Samad, regia di Marco Santarelli (2022)

#### Televisione
- Non pensarci - La serie (2009)
- Mister Ignis - L'operaio che fondò un impero (2014)
- Arthur (prima stagione), regia di Nick Rusconi (2015)
- Io ci sono, regia di Luciano Manuzzi (2016)
- Scomparsa, regia di Fabrizio Costa (2017)
- Arthur - Seconda stagione, regia di Nick Rusconi (2021)
- Pasquale Rotondi un eroe Italiano, regia di Roberto Dordit (2024)
- La Dolce Villa, regia di Mark Waters (2024)
- La Ragazza Dietro Al Banco (titolo provvisorio), regia di Giacomo Campiotti (2024)
- Il Capo Perfetto, regia di Roan Jhonson (2025)
- Uno Sbirro In Appennino, regia di Renato De Maria (2025)

### Produttore
- Il cameriere, regia di Riccardo Zanobini (2007)

### Regista
- Il lucchetto (2011)

## Teatro
- Sedie (Chairs), regia Ettore Nicoletti (2025)
- The Boys In The Band, regia di Giorgio Bozzo (2019)
- La dodicesima notte - Sir Toby Belch, regia di Silvia Giulia Mendola (2018)
- Genitori perfetti, regia di Henry Paul Miller (2017)
- La profezia di un folle - Shakespeare dialoga con Müller, Tarkovsky e Pasolini, regia di Benoît Felix-Lombard (2017)
- Parmenide - condanna alla libertà, regia di Benoît Felix-Lombard (2017)
- HTLM - Hamlet the Last Minute, regia di Francesco Brandi (2016)
- Speer, Architecture e|è Potere, regia di Benoît Felix-Lombard (2015)
- Anna Politkovskaja in Memoriam, regia di Raco Salvino (2013)
- Eutifrone, regia di Gotti Giampaolo (2007)
- La scuola delle mogli, regia di Ettore Nicoletti (2007)
- Isabella la pazza, regia di Mangolini Fabio (2007)

## Radio
- Re Noir. I colori del giallo - Rai Radio Uno (2022-2025)